# Sacred Heart University
La Sacred Heart University (SHU) è un'università privata di indirizzo cattolico con sede a Fairfield, nello stato americano del Connecticut.
Fu fondata nel 1963 da Walter William Curtis, vescovo di Bridgeport, sul sito della Notre Dame Catholic High School di Fairfield. La gestione dell'istituto fu affidata ai laici.